# Rozwój radzieckich myśliwców odrzutowych

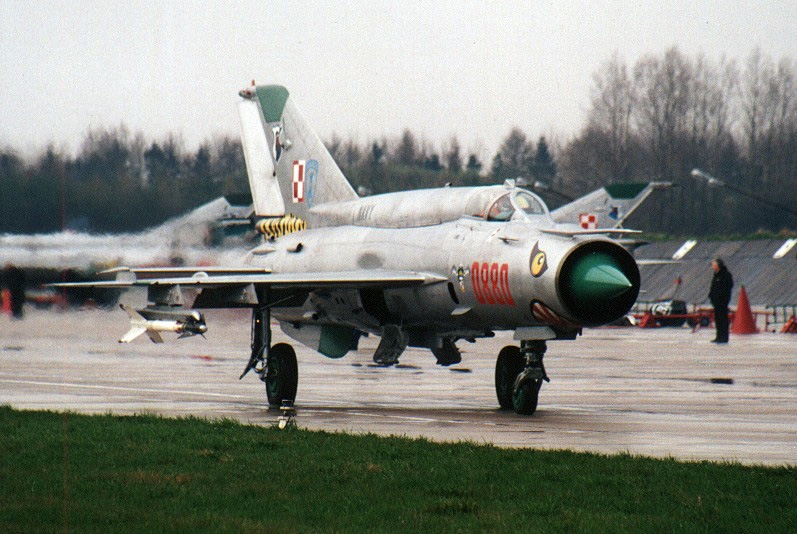
Jeden z najszerzej rozpowszechnionych na świecie radzieckich myśliwców MiG-21 (w polskiej służbie)

Radzieckie myśliwce odrzutowe – historia rozwoju radzieckich odrzutowych samolotów myśliwskich do 1991 roku (rozpadu ZSRR).

## Pierwsze próby
Do połowy lat 40. XX wieku, kiedy wiodące potęgi lotnicze zaczęły eksperymentować z samolotami napędzanymi silnikami turboodrzutowymi, a następnie wprowadzać takie samoloty na uzbrojenie, ZSRR pozostał w tym zakresie w tyle za rozwojem techniki lotniczej, chociaż prowadzono tam także prace badawcze i teoretyczne nad napędem odrzutowym. Główną przyczyną tego była trudność w skonstruowaniu własnego silnika turboodrzutowego, stanowiącego najbardziej perspektywiczny rodzaj silnika odrzutowego dla samolotów. Pierwszy silnik tego typu, RTD-1 Archipa Lulki, opracowywany od 1938, nie został ostatecznie zbudowany, a jego rozwój przerwała wojna. Dlatego też początkowo prowadzono prace nad innymi mniej zaawansowanymi rodzajami napędu odrzutowego, których wyniki jednak nie były praktyczne.
W ramach tych prac, opracowano w ZSRR przede wszystkim silniki strumieniowe (w skrócie: PWRD) DM-2 i DM-4S, przeznaczone do podczepiania pod skrzydłami samolotów śmigłowych w charakterze przyspieszaczy. Od 1939 prowadzono ich próby na dwupłatowych myśliwcach I-15bis (I-152), I-153 i nowocześniejszych jednopłatach Jak-7, ŁaGG-3, Ła-7 i Ła-9. Nie były one jednak udane, gdyż prędkość myśliwca z włączonymi przyspieszaczami wzrastała tylko o kilkadziesiąt km/h, a z wyłączonymi spadała w stosunku do myśliwca bez przyspieszaczy, z uwagi na stawiany przez nie opór. Zbudowano pewną ilość przyspieszaczy do montażu na samolotach, lecz nie były używane w praktyce. Rozwinięciem tej koncepcji były myśliwce śmigłowe z przyspieszaczem rakietowym – silnikiem rakietowym montowanym w ogonowej części kadłuba, m.in. Jak-3RD i Ła-7R. Rozwiązanie to również nie było udane, głównie z uwagi na krótki czas pracy przyspieszacza, a nadto niebezpieczeństwo wybuchu. Samoloty tego rodzaju nie wyszły poza sferę prób.
Prowadzono w ZSRR też prace nad samolotami o napędzie czysto rakietowym. Pierwszym zbudowanym był BI-1, oblatany 15 maja 1942, lecz mimo zamiaru produkcji małej serii, po katastrofie prototypu w 1943 zaprzestano jego rozwoju. Tuż po wojnie w biurze konstrukcyjnym MiG opracowano eksperymentalny myśliwiec rakietowy I-270, oblatany w 1947, nie rozwijany dalej z uwagi na niepraktyczność i brak perspektyw napędu rakietowego dla samolotów.
Jako dalsze rozwinięcie koncepcji samolotów z przyspieszaczem odrzutowym powstały w ZSRR w 1945 myśliwce o napędzie mieszanym – z silnikiem tłokowym, który napędzał śmigło oraz sprężarkę silnika odrzutowego WRDK typu motorjet, znajdującego się w tylnej części kadłuba. Były to I-250 biura MiG, zbudowany w krótkiej serii próbnej oraz Su-5, pozostający prototypem, osiągające prędkości powyżej 800 km/h. Oczywiste było jednak, że perspektywy rozwoju mają tylko samoloty z napędem turboodrzutowym. Impuls dla ich rozwoju dało dopiero zdobycie pod koniec II wojny światowej w 1945 w Niemczech niemieckich silników Junkers Jumo-004 i BMW-003 oraz części wyników doświadczeń, co umożliwiło skonstruowanie własnych myśliwców o napędzie turboodrzutowym (popularnie nazywanych po prostu odrzutowymi).

## Myśliwce odrzutowe pierwszego pokolenia
Pierwsze pokolenie radzieckich myśliwców odrzutowych charakteryzowało się użyciem do ich napędu niemieckich silników Junkers Jumo-004 i BMW-003, skopiowanych i dalej rozwijanych w ZSRR jako RD-10 i RD-20. Prace nad myśliwcami odrzutowymi napędzanymi tymi silnikami podjęły na skutek polecenia rządowego na początku 1945 wiodące biura konstrukcyjne w zakresie budowy myśliwców: Jakowlewa i Ławoczkina, oraz mające dotychczas mniejsze osiągnięcia biura Mikojana i Gurewicza (MiG) i Suchoja.

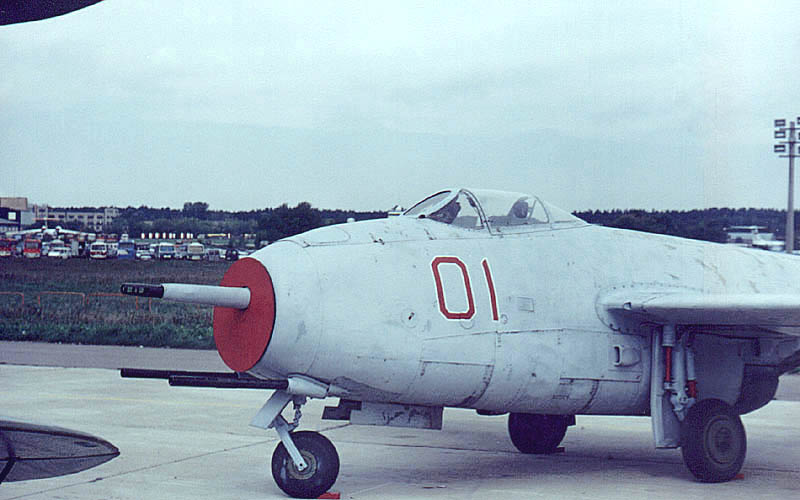
MiG-9

Pierwsze dwa radzieckie myśliwce odrzutowe MiG-9 i Jak-15  zostały oblatane tego samego dnia – 24 kwietnia 1946, po czym zaprezentowano je po raz pierwszy na paradzie lotniczej w Tuszynie 18 sierpnia 1946. Jak-15 był maszyną jednosilnikową z silnikiem RD-10, opartą na konstrukcji myśliwca śmigłowego Jak-3, miał on jednak słabe osiągi (prędkość maks. 786 km/h i mały zasięg), wobec czego został zbudowany w stosunkowo niewielkiej serii jako myśliwiec treningowy. MiG-9 dzięki dwóm silnikom RD-20 dysponował lepszymi osiągami, w tym prędkością 910 km/h i wszedł do produkcji seryjnej.
Równolegle z nimi, samolot Ła-150 z jednym silnikiem RD-10 budował Ławoczkin – oblatany 11 września 1946 i zbudowany jedynie w małej serii próbnej. W celu zaprezentowania na defiladzie 7 listopada 1946, zbudowano 15 samolotów Jak-15, 10 MiG-9 i 8 Ła-150, lecz defilada nie odbyła się z uwagi na pogodę. Na defiladzie 1 maja 1947 z kolei zaprezentowano już po 50 MiG-9 i Jak-15. Do pierwszego pokolenia radzieckich myśliwców odrzutowych zaliczały się także pozostające w stadium prototypu: Su-9 Suchoja (dwa silniki RD-10 pod skrzydłami) i Ła-152 Ławoczkina (jeden silnik RD-10), oblatane w październiku-listopadzie 1946.
W 1947 powstały późne myśliwce pierwszego pokolenia, charakteryzujące się dążeniem do wzrostu osiągów przez stosowanie mocniejszych silników, lecz wszystkie pozostały prototypami. W styczniu 1947 Jakowlew wypuścił myśliwiec Jak-19 w nowoczesnym wówczas układzie, z silnikiem w tylnej części kadłuba, przy czym zastosowano zmodyfikowany silnik RD-10 z dopalaniem (po raz pierwszy w ZSRR). Rozwinięciem Su-9 był Su-11 oblatany w maju 1947, napędzany jako pierwszy samolot silnikami radzieckiej konstrukcji TR-1 Lulki, a rozwinięciem Ła-152 były Ła-156 z silnikiem RD-10F z dopalaniem, oblatany w marcu 1947 i Ła-160 z tym samym silnikiem i zastosowanym po raz pierwszy w ZSRR skośnym skrzydłem, oblatany w czerwcu 1947.

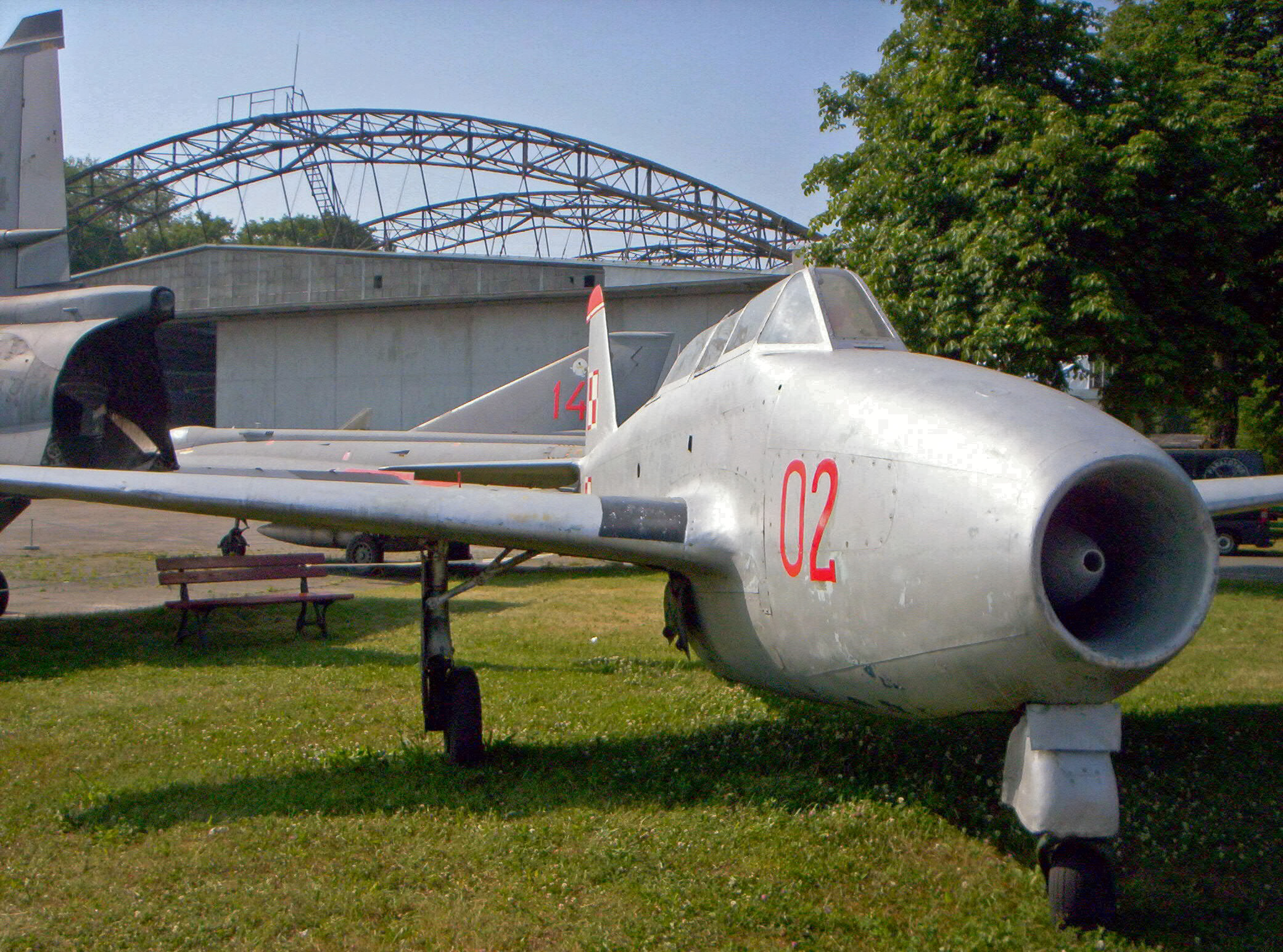
Jak-17

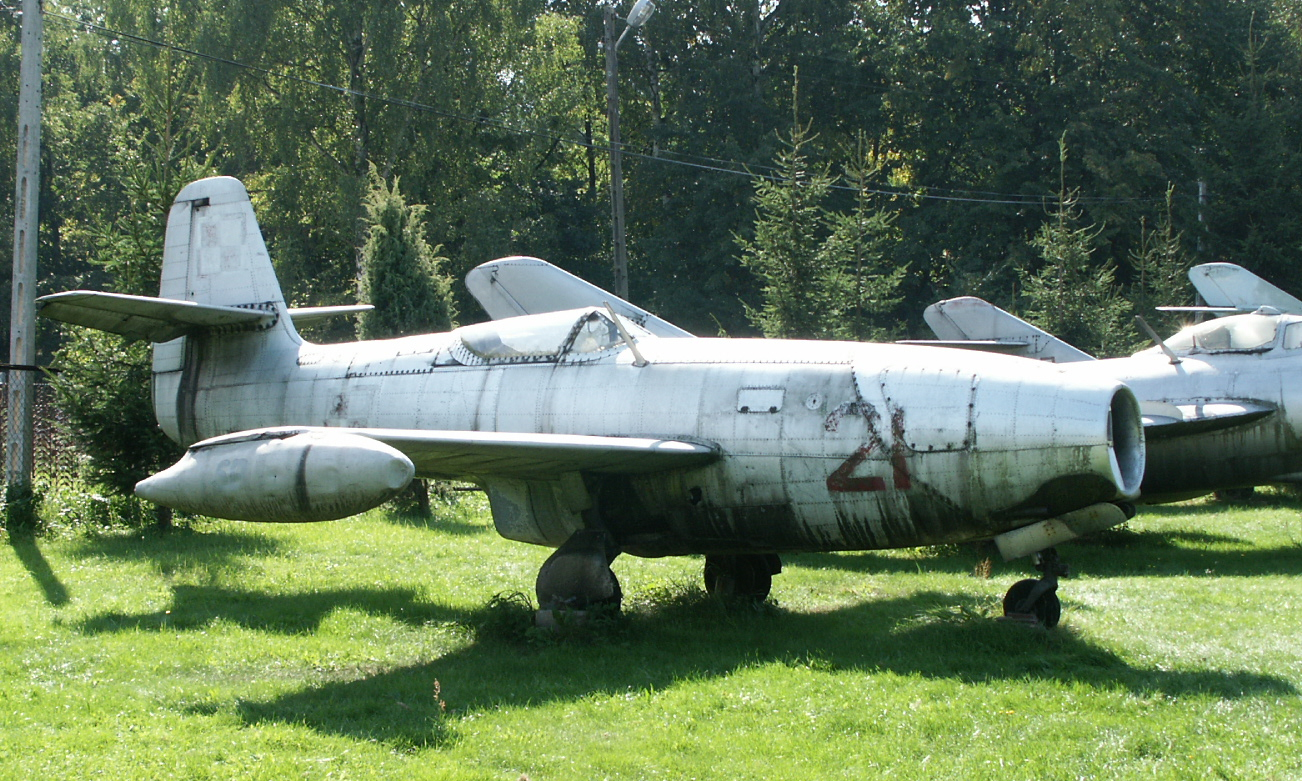
Jak-23

Na paradzie lotniczej w Tuszynie pod Moskwą 3 sierpnia 1947 zaprezentowano już m.in. prototypy samolotów Ła-150, Ła-156, Ła-160, Su-9, Su-11, Jak-23. W październiku 1947 skonstruowano ponadto w biurze konstrukcyjnym Aleksiejewa myśliwiec I-211 z dwoma silnikami TR-1 w skrzydłach. Mimo to, samoloty te nie weszły do produkcji, ponieważ pojawiła się perspektywa uzyskania mocniejszych silników. Jedynym myśliwcem tego okresu, który trafił do ograniczonej produkcji seryjnej, był Jak-17, stanowiący dopracowanie konstrukcji Jak-15 w układzie redanowym, z tym samym silnikiem RD-10, powstały w czerwcu 1947. Nie miał on znacząco lepszych osiągów od pierwowzoru, dlatego wprowadzony był w charakterze myśliwca treningowego i w wersji dwumiejscowego samolotu szkolno-treningowego. Samolotem przejściowym do drugiego pokolenia myśliwców był Jak-23 w tym samym prostym układzie konstrukcyjnym, co Jak-15 i 17, lecz już nowszej konstrukcji i z nowym silnikiem RD-500 (kopia brytyjskiego Derwent V). Oblatany został w lipcu 1947, lecz produkowany w stosunkowo niewielkiej serii dopiero od 1949. Jego odpowiednikiem konstrukcji Ławoczkina był prototyp Ła-174TK, oblatany jednakże dopiero na początku 1948. Dwa takie silniki zastosował również Aleksiejew w wersji rozwojowej swojego  myśliwca I-215 (oblatany w 1948), która również pozostała prototypem.
Myśliwce pierwszego pokolenia miały liczne wady, wynikające głównie z użytych silników, które miały niedostatki, jak niewystarczający ciąg (900 lub 800 kg), nie pozwalający na uzyskanie wysokich osiągów, zawodność i niski resurs (początkowo ok. 25 godzin). W szczególności były za słabe, aby mogły zapewnić oczekiwane osiągi samolotom jednosilnikowym. Wspólnym problemem samolotów był niewielki zasięg. W konsekwencji, radzieckie myśliwce pierwszego pokolenia, wyprodukowane w niewielkich seriach (MiG-9, Jak-17), miały słabsze osiągi od odrzutowych myśliwców zachodnich tego okresu i nie były pełnowartościowymi samolotami bojowymi.
Kalendarium wczesnych konstrukcji – daty oblotu, silnik, prędkość maksymalna:
| 24. 04. 1946 | Jak-15   | 1 x RD-10               | 786 km/h | mała seria      |
| 24. 04. 1946 | MiG-9    | 2 x RD-20               | 910 km/h | seria           |
| 11. 09. 1946 | Ła-150   | 1 x RD-10               | 878 km/h | seria próbna    |
| ??. 11. 1946 | Ła-152   | 1 x RD-10               | 860 km/h | prototyp        |
| 13. 11. 1946 | Su-9     | 2 x RD-10               | 885 km/h | prototyp        |
| 08. 01. 1947 | Jak-19   | 1 x RD-10 z dopalaniem  | 907 km/h | prototyp        |
| 01. 03. 1947 | Ła-156   | 1 x RD-10F z dopalaniem | 905 km/h | prototyp        |
| 28. 05. 1947 | Su-11    | 2 x TR-1                | 940 km/h | prototyp        |
| 01. 06. 1947 | Ła-160   | 1 x RD-10F z dopalaniem | 970 km/h | prototyp        |
| ??. 06. 1947 | Jak-17   | 1 x RD-10               | 750 km/h | seria           |
| ??. 07. 1947 | Jak-23   | 1 x RD-500              | 923 km/h | seria (od 1949) |
| ??. 07. 1947 | Ła-150F  | 1 x RD-10F z dopalaniem | 950 km/h | prototyp        |
| 13. 10. 1947 | I-211    | 2 x TR-1                | 910 km/h | prototyp        |
| ??. ??. 1948 | I-215    | 2 x Derwent V (RD-500)  | 970 km/h | prototyp        |
| ??. ??. 1948 | Ła-174TK | 1 x RD-500              | 970 km/h | prototyp        |

## Drugie pokolenie
Cechą charakterystyczną drugiego pokolenia radzieckich myśliwców odrzutowych było wykorzystanie nowych, mocniejszych i sprawniejszych silników odrzutowych RD-500 i RD-45F, będących bezlicencyjnymi kopiami zakupionych w 1947 przez ZSRR w Wielkiej Brytanii silników Rolls-Royce Derwent V o ciągu 1590 kg i Nene II o ciągu 2270 kg. W marcu 1947 wiodące biura konstrukcyjne otrzymały polecenie skonstruowania nowej generacji myśliwców, o prędkości rzędu 1000 km/h i zasięgu 1200 km, z zastosowaniem nowszych rozwiązań technicznych, jak hermetyzowanej kabiny i hamulców aerodynamicznych. W efekcie powstały dojrzałe konstrukcje myśliwców, porównywalne z samolotami zachodnimi.

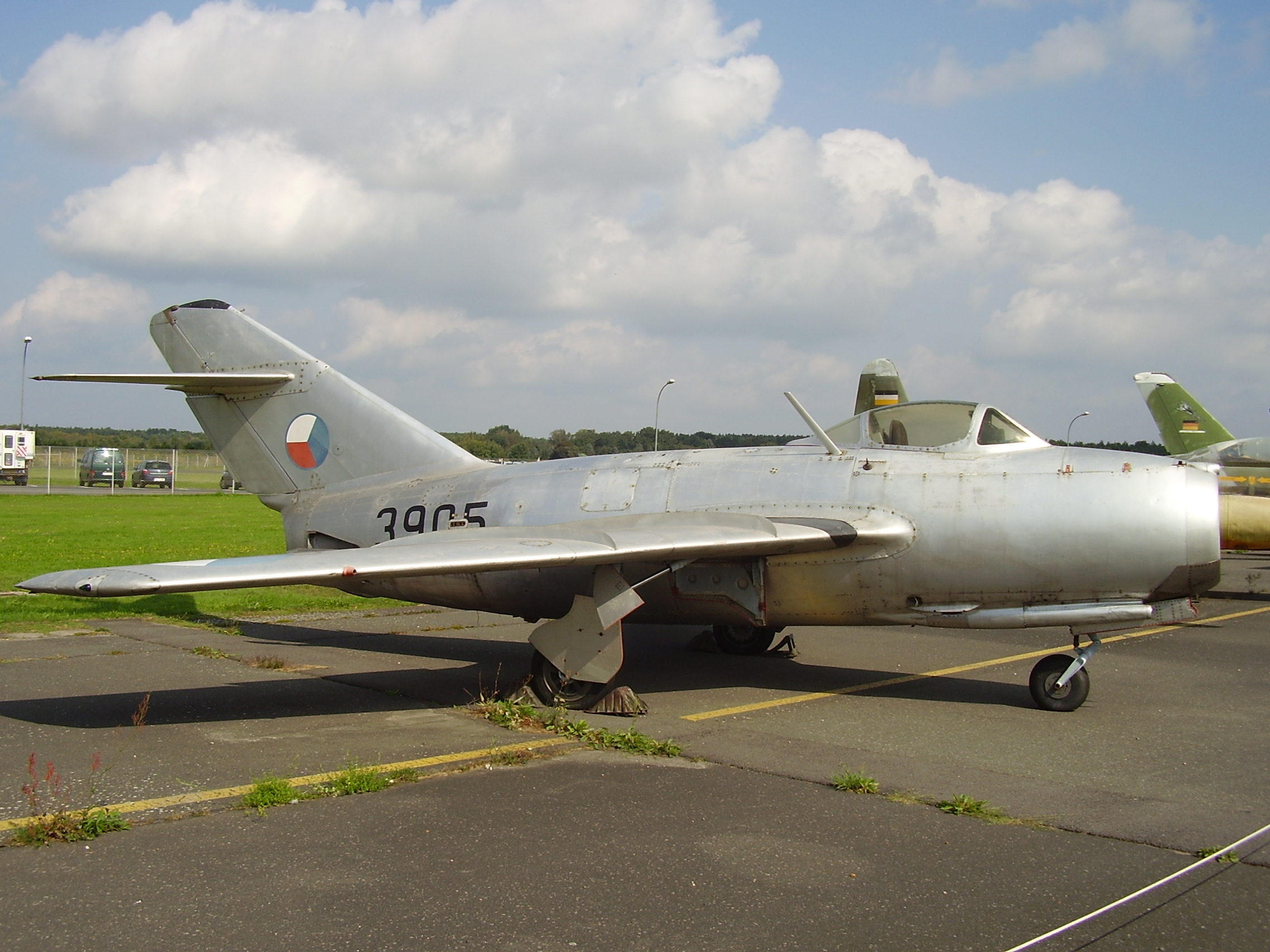
MiG-15 w barwach czechosłowackich

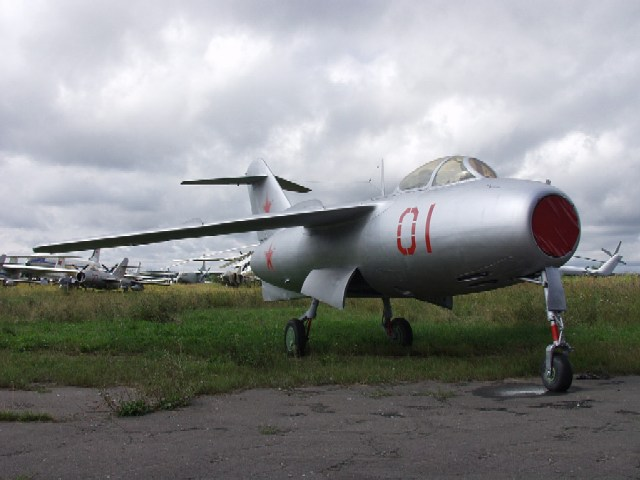
Ła-15

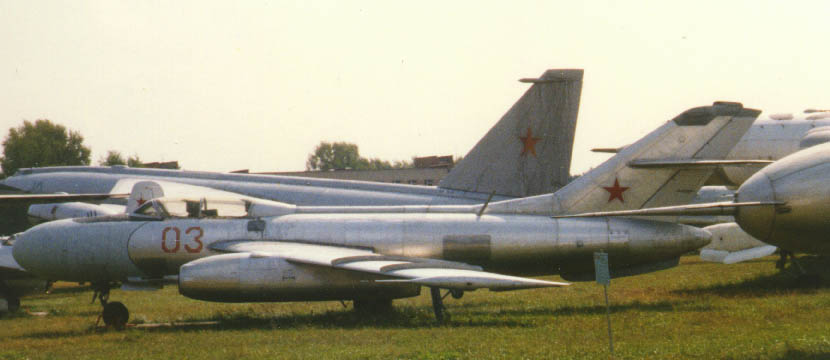
Jak-25

30 grudnia 1947 oblatano MiG-15, napędzany silnikiem RD-45F, a niedługo po nim 8 stycznia 1948 Ła-15 (Ła-174) Ławoczkina, z silnikiem RD-500. Samoloty te zbudowane były w nowoczesnym układzie ze skośnymi skrzydłami i miały podobne wysokie osiągi (MiG-15 – prędkość 1047 km/h, Ła-15 – 1026 km/h). MiG-15 trafił do wielkoseryjnej produkcji, stając się najliczniejszym samolotem odrzutowym w historii (około 12 000 wszystkich wersji oraz kilka dalszych tysięcy licencyjnych), natomiast Ła-15 został zbudowany w ograniczonej serii. Jeszcze przed nimi w biurze Jakowlewa opracowano samolot Jak-25, oblatany 31 października 1947 (pierwszy o tej nazwie), lecz na skutek zastosowania prostych skrzydeł, miał on słabsze osiągi i nie wszedł do produkcji. W tym okresie wprowadzono podział myśliwców na frontowe – jednomiejscowe, przeznaczone do wywalczania przewagi powietrznej i przystosowane początkowo jedynie do działań dziennych oraz myśliwce przechwytujące, jedno- lub  dwumiejscowe, przeznaczone do zwalczania bombowców w każdych warunkach atmosferycznych i wyposażone w radar.
W ZSRR opracowano następnie rozwinięcie silnika RD-45 – Klimow WK-1, o ciągu 2700 kg. Decyzją z 14 maja 1949 samolot MiG-15bis z silnikiem WK-1 został pozostawiony w produkcji jako jedyny standardowy myśliwiec frontowy, co spowodowało zaprzestanie produkcji Ła-15 i rozwoju nowych obiecujących myśliwców Ławoczkina z silnikami RD-45F lub WK-1, oblatanych w 1948: Ła-168 i Ła-176 oraz myśliwca Jakowlewa ze skośnymi skrzydłami Jak-30 (silnik RD-500). Przy tym, prototyp Ła-176 jako pierwszy w ZSRR przekroczył 26 grudnia 1948 prędkość dźwięku w locie nurkowym. Tym samym biuro konstrukcyjne Mikojana i Guriewicza stało się na ponad trzydzieści lat jedynym w praktyce w ZSRR dostawcą myśliwców frontowych.
W tym okresie rozpoczęto też w ZSRR próby nad myśliwcami przechwytującymi, wyposażonymi w stację radiolokacyjną. W 1947 zlecono konstrukcję takich samolotów trzem biurom, po czym w 1949 oblatano trzy zbliżone samoloty, napędzane dwoma silnikami w kadłubie w układzie tandemowym: jednomiejscowy Su-15 (pierwszy o tej nazwie) i dwumiejscowe I-320 zespołu MiG oraz Ła-200 Ławoczkina. Oblatano też w tym samym roku szybki jednosilnikowy myśliwiec przechwytujący Jak-50. Spośród nich, jedynie Ła-200 pomyślnie ukończył próby, lecz ostatecznie zrezygnowano z jego produkcji. W początkowym okresie istniały problemy z rozwojem radzieckich pokładowych stacji radiolokacyjnych, ostatecznie pierwszy sprawny radar Izumrud dopracowano w 1951.
MiG-15, jako myśliwiec frontowy, został zastąpiony w wielkoseryjnej produkcji od 1950 przez jego rozwinięcie o ulepszonej aerodynamice, z tym samym silnikiem – MiG-17. Od 1952 produkowano szybszą wersję MiG-17F z silnikiem WK-1F z dopalaniem. Od 1953 MiG-17 produkowano też w wersjach przechwytujących MiG-17P i PF ze stacją radiolokacyjną Izumrud, będących pierwszymi radzieckimi seryjnymi myśliwcami z radarem. Prototyp naddźwiękowego jednomiejscowego myśliwca przechwytującego Ławoczkina Ła-190 z 1951 nie był natomiast rozwijany z powodu niedopracowania nowego silnika AŁ-5. Dopiero w 1954 wszedł do produkcji dwumiejscowy myśliwiec przechwytujący Jak-25 Jakowlewa (drugi o tym oznaczeniu, oblatany w 1952), z dwoma nowymi silnikami AM-5 pod skrzydłami. Był on pierwszym myśliwcem przechwytującym nowej kategorii – obrony obszaru, przeznaczonym do ochrony granic ZSRR, zwłaszcza nad rozległymi terenami Dalekiej Północy i Dalekiego Wschodu. W wersji Jak-25K z 1955 otrzymał on jako pierwszy radziecki myśliwiec kierowane pociski rakietowe powietrze-powietrze. Równocześnie z nim, system ten otrzymała wersja MiG-17 – MiG-17PFU z 1956.
Kalendarium konstrukcji II generacji – daty oblotu, silnik, prędkość maksymalna:
| 31. 10. 1947 | Jak-25 (pierwszy) | 1 x RD-500 | 972 km/h  | prototyp                  |
| 30. 12. 1947 | MiG-15            | 1 x RD-45F | 1047 km/h | seria                     |
| 08. 01. 1948 | Ła-15 (174)       | 1 x RD-500 | 1026 km/h | mała seria                |
| 22. 04. 1948 | Ła-168            | 1 x RD-45F | 1084 km/h | prototyp                  |
| 04. 09. 1948 | Jak-30            | 1 x RD-500 | 1025 km/h | prototyp                  |
| ??. 09. 1948 | Ła-176            | 1 x WK-1   | 1105 km/h | prototyp                  |
| 11. 01. 1949 | Su-15 (pierwszy)  | 2 x RD-45F | 1045 km/h | prototyp (przechwytujący) |
| 16. 04. 1949 | I-320             | 2 x WK-1   | 1040 km/h | prototyp (przechwytujący) |
| wiosna 1949  | MiG-15bis         | 1 x WK-1   | 1076 km/h | seria                     |
| 15. 07. 1949 | Jak-50 (pierwszy) | 1 x WK-1   | 1120 km/h | prototyp                  |
| 09. 09. 1949 | Ła-200            | 2 x WK-1   | 1070 km/h | prototyp (przechwytujący) |
| koniec 1949  | Su-17 (pierwszy)  | 1 x TR-3   | 1209 km/h | prototyp (nie oblatany)   |
| 14. 01. 1950 | MiG-17            | 1 x WK-1   | 1070 km/h | seria                     |
| ??. 02. 1951 | Ła-190            | 1 x AŁ-5   | 1190 km/h | prototyp                  |
| 29. 09. 1951 | MiG-17F           | 1 x WK-1F  | 1145 km/h | seria                     |
| 11. 06. 1952 | Jak-25 (120)      | 2 x AM-5   | 1090 km/h | seria (przechwytujący)    |

## Samoloty naddźwiękowe – okres 1955-1965

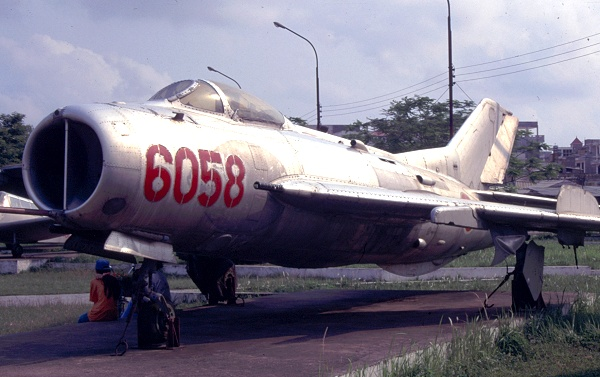
MiG-19

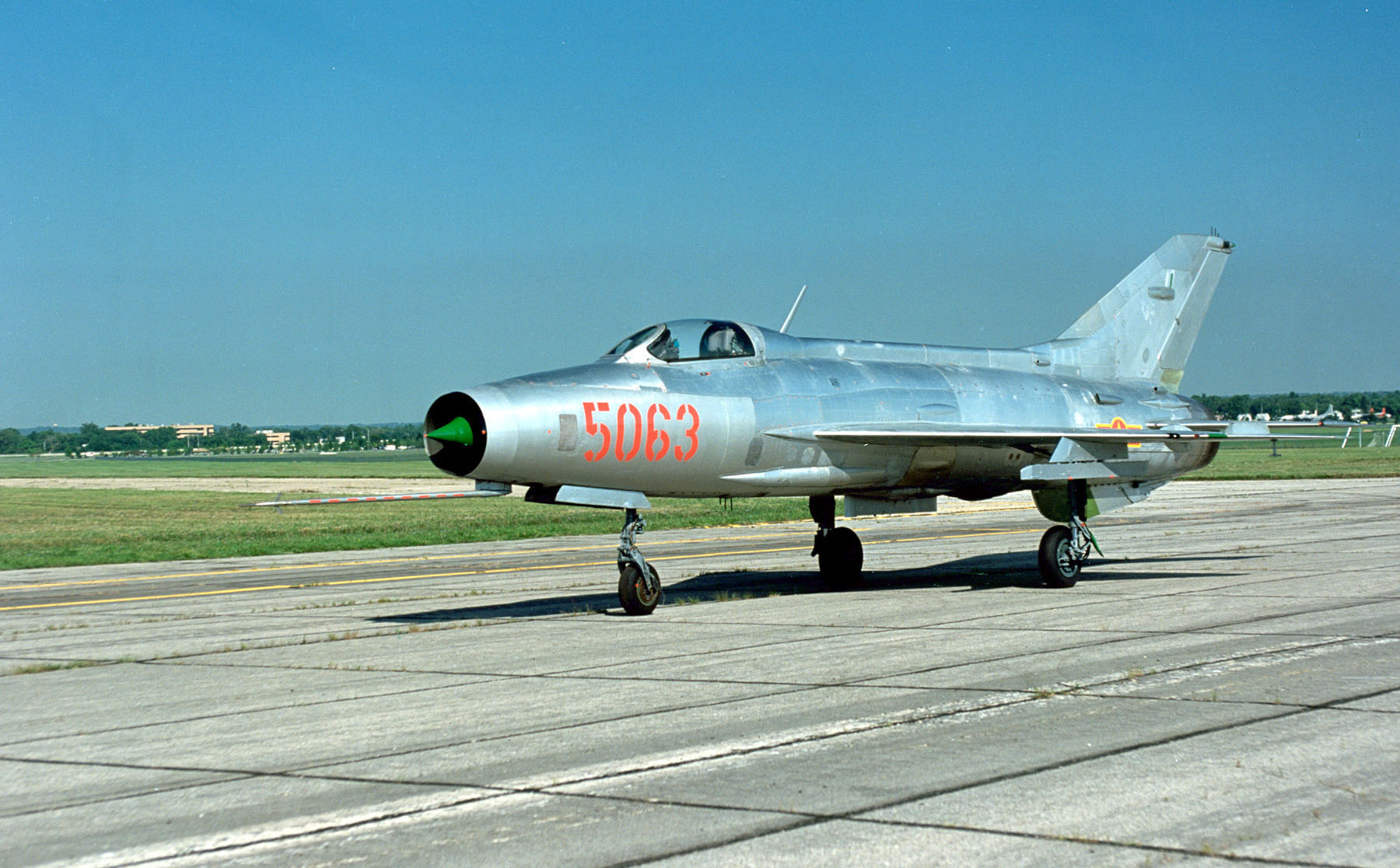
Wczesny wariant MiG-21

Od lat 50., na skutek rosnącej komplikacji technicznej samolotów, prawidłowością stał się na świecie kilkuletni okres między rozpoczęciem projektowania, oblotem prototypu i rozpoczęciem produkcji, a wejściem pierwszych samolotów do służby liniowej, poprzedzonym zwykle próbną eksploatacją w celu zapoznania się z nowym typem i ujawnienia usterek. W przypadku samolotów radzieckich często produkcję pierwszych małych serii rozpoczynano równolegle z próbami prototypu i prowadzono ich próbną eksploatację w pułkach, przed oficjalnym przyjęciem do służby.
Pierwszym radzieckim myśliwcem naddźwiękowym był MiG-19 (oblatany w 1952, produkowany od 1955, w służbie od 1956; Vmax=1452 km/h). Oprócz myśliwców frontowych MiG-19 i MiG-19S, wśród jego wersji powstały przechwytujący MiG-19P ze stacją radiolokacyjną (w służbie od 1956) i jego rozwinięcie MiG-19PM z pociskami rakietowymi powietrze-powietrze (w służbie od 1958).
Jednym z najbardziej udanych i rozpowszechnionych myśliwców na świecie stał się lekki myśliwiec MiG-21, ze skrzydłami w układzie delty, przekraczający podwójną prędkość dźwięku, oblatany w 1956. Pozostawał on w produkcji przez długi czas, w którym powstały cztery zasadnicze generacje samolotu, o zwiększanych możliwościach w zakresie wyposażenia elektronicznego i parametrów napędu. Pierwszą stosunkowo nieliczną serię stanowiły myśliwce frontowe MiG-21F, uzbrojony w działka (produkowany od 1958, używany od 1959) i MiG-21F-13, uzbrojony w pociski kierowane powietrze-powietrze. Począwszy od drugiej serii, zapoczątkowanej przez przechwytujący MiG-21PF (produkowany od 1962), wszystkie wersje były wyposażone w stację radiolokacyjną i pociski kierowane krótkiego zasięgu. Do serii tej należały też MiG-21PFM i MiG-21PFS. Wersją przejściową do nowej serii był MiG-21S, produkowany od 1965, z nową stacją radiolokacyjną (RP-22).
MiG-21 pozostawał przez dłuższy czas jedynym radzieckim myśliwcem frontowym (według klasyfikacji radzieckiej – służącym do walk powietrznych w rejonie działań wojennych, wywalczania przewagi w powietrzu i wspierania wojsk naziemnych). Jako myśliwiec frontowy skonstruowano także w biurze Suchoja samolot Su-7 (oblatany w 1955, produkowany od 1958, używany od 1959), jednakże zbudowano małą serię myśliwców, a ostatecznie Su-7 trafił do produkcji wielkoseryjnej ze zmienionym przeznaczeniem, jako samolot myśliwsko-bombowy (używany od 1961). Wśród prototypów, biuro MiG opracowało lekki myśliwiec Je-8 ze skrzydłami delta i wlotem powietrza do silnika pod kadłubem (oblatany w 1962).
W tym okresie weszło do produkcji kilka modeli myśliwców przechwytujących: wielkoseryjny Su-9 (w układzie delta, produkowany od 1958 i używany od 1959) i zbudowane w mniejszej serii: Su-11 (produkowany od 1962, używany od 1964), Jak-27 (oblot i produkcja od 1956) i Jak-28P (oblot: 1960, używany od 1963), wreszcie ciężki myśliwiec przechwytujący dalekiego zasięgu Tu-128 (oblot i produkcja od 1961, w służbie od 1966). W sferze prototypów pozostały m.in. myśliwce przechwytujące biura MiG: I-3U (oblot: 1956), I-7U (1957), I-75 (1958), Je-152A (1959), Je-150 (1960), biura Suchoja: P-1 (1957), T-5 (1958) i myśliwiec dalekiego zasięgu Ławoczkina Ła-250 Anakonda (1957). Przebudowany Je-152M biura MiG z 1961 pod oznaczeniem Je-166 zasłynął jako samolot rekordowy, osiągający prędkość 2681 km/h.

## Okres 1966 – lata 70.

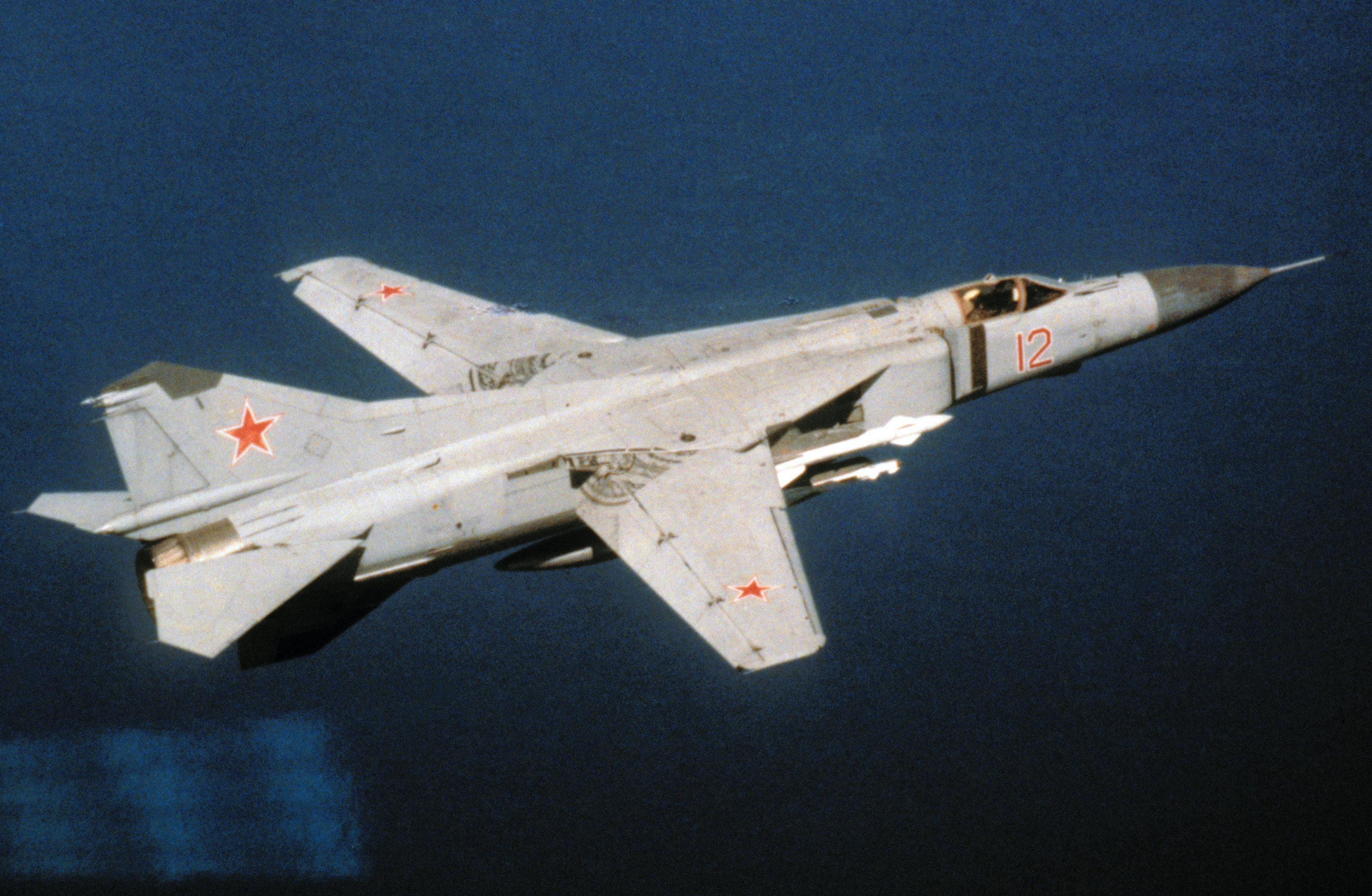
MiG-23 ze skrzydłami w pozycji do startu/lądowania

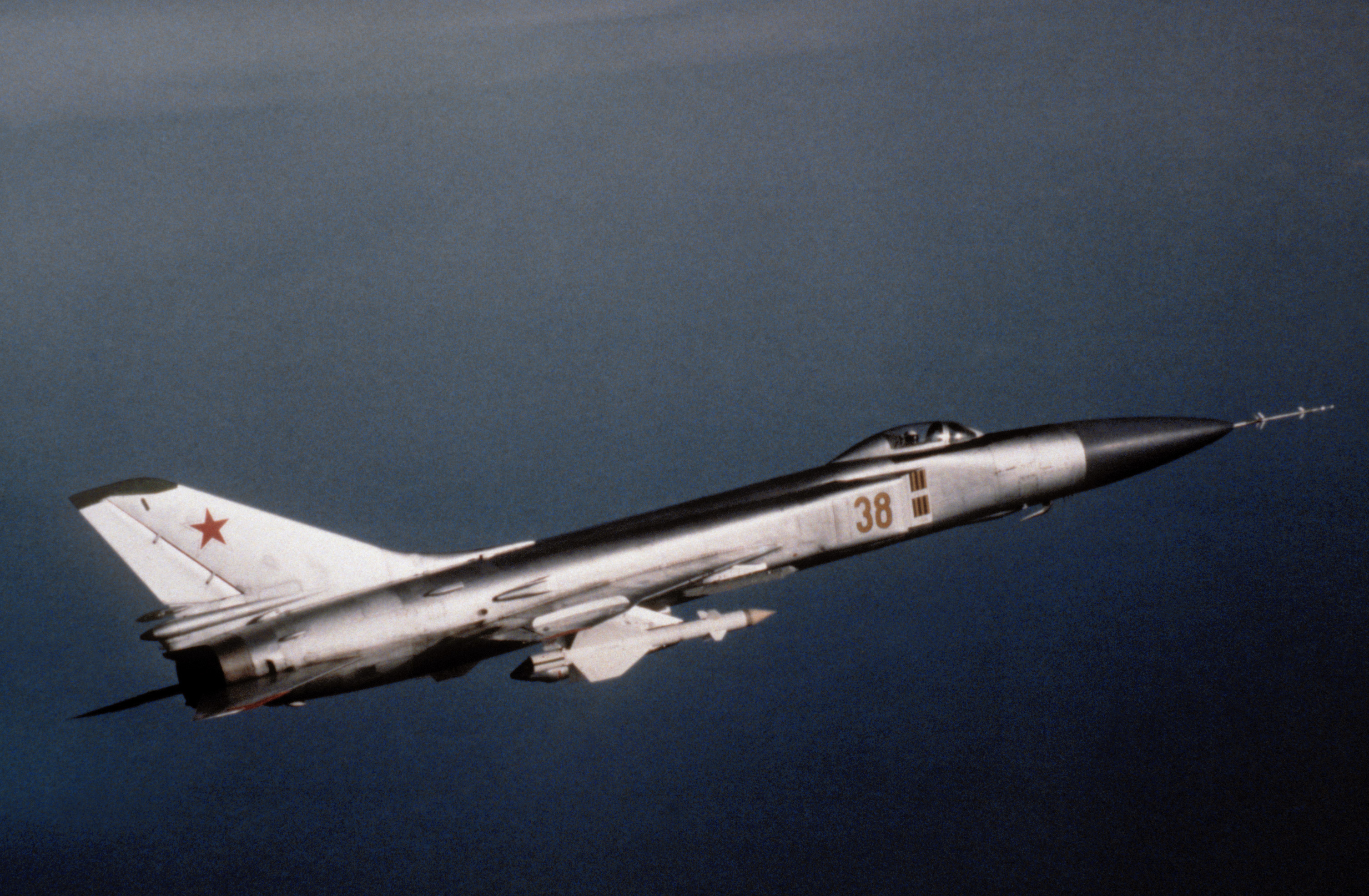
Przechwytujący Su-15

W drugiej połowie lat 60. prowadzono dalszy rozwój MiG-a 21. Trzecia ulepszona seria z nowym silnikiem i stacją radiolokacyjną obejmowała model MiG-21SM (produkcja od 1969) i szeroko rozpowszechnione uproszczone wersje eksportowe M (od 1968) i MF (od 1970). Ostatnią seryjną generację stanowił MiG-21bis, produkowany od 1972, z mocniejszym silnikiem i innymi ulepszeniami.
Oprócz rozwijania MiG-a 21, opracowano myśliwiec kolejnej generacji MiG-23, oblatany w 1967, produkowany w małej serii od 1969 (MiG-23S). W ramach typowego w tym okresie na świecie dążenia do zmniejszenia wrażliwości samolotów na zniszczenie lotnisk przez skrócenie ich drogi startu, charakteryzował się on zastosowaniem skrzydeł o zmiennej geometrii. Po raz pierwszy spośród radzieckich myśliwców frontowych (taktycznych) przenosił także pociski powietrze-powietrze średniego zasięgu (R-23). W 1972 wszedł do produkcji podstawowy wariant MiG-23M, produkowany masowo. Od 1976 do 1985 produkowano ulepszony wariant MiG-23MŁ, mający się mierzyć z nowymi myśliwcami zachodnimi do czasu opracowania samolotów nowej generacji. Na bazie Miga-23 opracowano wersję myśliwsko-bombową MiG-23B oraz bardziej wyspecjalizowany samolot myśliwsko-bombowy MiG-27.
Również biuro konstrukcyjne Suchoja rozwinęło konstrukcję samolotu Su-7 z zastosowaniem skrzydeł o zmiennej geometrii, przez co powstał szeroko rozpowszechniony samolot myśliwsko-bombowy Su-17, rozwijany następnie w licznych modyfikacjach i produkowany do lat 80. (oblatany w 1966, używany od 1972). W wersjach eksportowych oznaczony był Su-20 i Su-22.
Kolejną drogą zmniejszenia wrażliwości samolotów na zniszczenie lotnisk był rozwój samolotów pionowego i skróconego startu i lądowania (V/STOL). Po eksperymentalnym samolocie Jak-36 (oblot: 1964), w biurze Jakowlewa opracowano morski samolot myśliwsko-szturmowy Jak-38 (Jak-36M) (oblatany w 1970, w służbie od 1977).  Konstrukcje te miały być odpowiedzią na brytyjski udany samolot pionowego startu i lądowania Hawker Siddeley Harrier.  Konstrukcje sowieckie, różniące się znacznie od Harriera okazały się nieudane; Jak-38 mógł zabierać ze sobą znikomą ilość uzbrojenia i dysponował niewielkim zasięgiem, przez co jego wartość bojowa była bardzo ograniczona.  
Z kolei w biurze MiG skonstruowano alternatywny do MiG-23 myśliwiec krótkiego startu MiG-23PD, z pomocniczymi silnikami startowymi, który pozostał na etapie prototypu (oblot 1967).
Standardowym myśliwcem przechwytującym stał się Su-15 (produkowany masowo od 1966, w służbie od 1967). Ponadto w mniejszej ilości wprowadzono do służby samolot MiG-25P, cechujący się wysoką prędkością 2,8 Ma (oblatany w 1964, produkcja od 1967, w służbie od 1970 – na jego wariancie rekordowym Je-266 ustanowiono kilka rekordów prędkości).

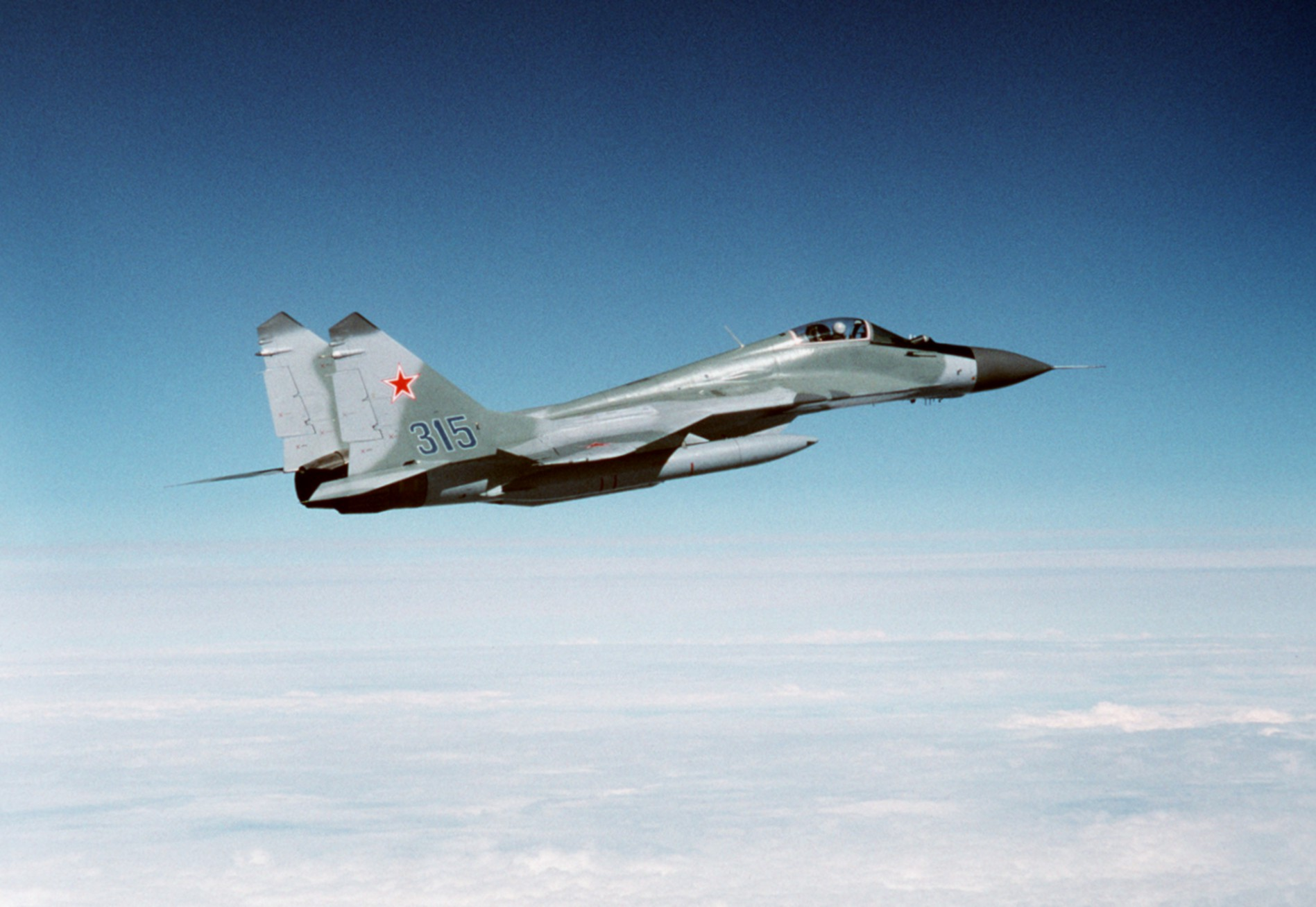
MiG-29

Su-27

## Lata 80.
Przez całe lata 70. prowadzono prace nad nowymi wysokomanewrowymi myśliwcami wielozadaniowymi IV generacji, mającymi być przede wszystkim odpowiedzią na amerykańskie myśliwce wielozadaniowe F-15 i F-16. Podobnie, jak w przypadku tych amerykańskich samolotów, zdecydowano w 1972 opracować dwa podstawowe myśliwce: lżejszy MiG-29 i ciężki Su-27. Oba zbudowane były w podobnym, niespotykanym wcześniej układzie aerodynamicznym, z dwoma silnikami w gondolach pod kadłubem, skrzydłami pasmowymi i podwójnym usterzeniem kierunku, różniły się natomiast wielkością. Prototypy obu samolotów oblatano w 1977, a produkcja rozpoczęła się w 1982. Od 1983 MiG-29, a od 1984 Su-27 zaczęły wchodzić do jednostek. Od 1986 produkowano ulepszoną wersję MiG-29 serii 9.13.
Na bazie Su-27 opracowano szereg pochodnych samolotów, jak ulepszony myśliwiec dwumiejscowy Su-30, myśliwiec pokładowy Su-27K (Su-33), ulepszony myśliwiec jednomiejscowy Su-27M (Su-35) i samolot myśliwsko-bombowy Su-27IB (Su-34), lecz na skutek kryzysu gospodarczego w ZSRR, a następnie odprężenia w stosunkach międzynarodowych i rozpadu samego ZSRR (1991), tempo rozwoju tych programów uległo znacznemu spowolnieniu. Dopiero po rozpadzie ZSRR Su-33 wyprodukowano w małej serii na wyposażenie lotniskowca „Admirał Kuzniecow”, a Su-30 produkowany jest w kilku znacznie różniących się możliwościami wersjach, jedynie na eksport. To samo stało się z wersjami rozwojowymi MiG-29, jak ulepszony myśliwiec MiG-29M (MiG-33), oblatany w 1986 oraz myśliwiec pokładowy MiG-29K, nie zaakceptowany dla marynarki radzieckiej (dopiero pod koniec pierwszej dekady XXI wieku produkowany dla Indii). Dopiero w 1994 do jednostek rosyjskich trafiła niewielka liczba zbudowanych w 1991 ulepszonych myśliwców MiG-29S. W 1987 oblatano naddźwiękowy pokładowy myśliwiec pionowego startu i lądowania Jak-141, którego produkcji jednak nie podjęto.
Jako ciężki myśliwiec przechwytujący dalekiego zasięgu powstał MiG-31 – rozwinięcie MiG-25, wyposażony w stację radiolokacyjną i system pocisków rakietowych dalekiego zasięgu. Prototyp oblatano w 1975, produkcję rozpoczęto w 1977, a do jednostek zaczęły wchodzić w 1980.
Na skutek wymienionych wyżej przyczyn uległy przyhamowaniu także rozpoczęte w latach 80. prace nad myśliwcami nowej generacji, w szczególności odpowiednikami najnowszego amerykańskiego programu ATF. Dopiero po rozpadzie ZSRR oblatano (w 2000) prototyp ciężkiego myśliwca nowej generacji MiG 1-44 (MiG MFI), lecz dalszy jego rozwój wstrzymano, a także myśliwiec Su-47 (S-37) Bierkut ze skrzydłami o ujemnym skosie, pełniący jednak rolę jedynie demonstratora technologii (oblatany w 1997).